# Charles Shackleford
Charles Edward Shackleford (Kinston, Carolina del Norte; 22 de abril de 1966-ibídem, 27 de enero de 2017) fue un baloncestista estadounidense que jugó seis temporadas en la NBA, además de hacerlo en la liga italiana, la liga turca, la liga griega y la CBA. Con 2,08 metros de estatura, jugaba en la posición de ala-pívot.

## Trayectoria deportiva

### Universidad
Jugó durante tres temporadas con los Wolfpack de la Universidad Estatal de Carolina del Norte, en las que promedió 13,7 puntos y 7,8 rebotes por partido.

### Profesional
Fue elegido en la trigésimo segunda posición del Draft de la NBA de 1988 por New Jersey Nets, donde jugó dos temporadas. En la segunda de ellas fue titular en 37 de los 70 partidos que disputó, promediando 8,2 puntos y 6,8 rebotes. Esa temporada jugó su mejor partido como profesional, ante Milwaukee Bucks, logrando 23 puntos y 26 rebotes. 21 de esos puntos los logró en la primera mitad del encuentro. A pesar de su buen juego, los Nets enlazaron su decimocuarta derrota consecutiva.
Tras ser despedido antes del comienzo de la temporada 1990-91, se marchó a jugar al Phonola Caserta de la liga italiana, donde en una temporada promedió 19,0 puntos y 16,1 rebotes por partido. Al año siguiente regresó a la NBA, firmando por tres temporadas con los Philadelphia 76ers. Allí fue durante su primera temporada titular, pero no repitió sus cifras europeas, quedándose con 6,6 puntos y 5,8 rebotes por partido. Jugó un año más con los Sixers, pero su presencia en la pista fue cada vez menor, siendo despedido al finalizar la temporada 1992-93.
Regresó al año siguiente a Caserta, donde volvió a ser el jugador más determinante de su equipo, promediando 21,0 puntos y 16,9 rebotes por partido, convirtiéndose en el mejor reboteador de la historia de la liga italiana, con un promedio total de 16,6. De nuevo su gran actuación en Italia hizo que se le abrieran otra vez las puertas de la NBA, fichando como agente libre por una temporada con los Minnesota Timberwolves, y de nuevo su juego distó mucho de la que se esperaba de él, siendo alineado en 21 partidos en los que promedió 4,5 puntos y 3,2 rebotes, siendo despedido en el mes de febrero.
Regresó a Europa al año siguiente, fichando por el Trabzonspor de la liga turca, donde fue el máximo reboteador de la Euroliga esa temporada, promediando 12,3 rebotes por partido. En 1996 se marcha a jugar a la liga griega, fichando por el Aris Salónica, cambiando al eterno rival, el PAOK Salónica en la temporada siguiente, aunque se perdió gran parte de la temporada por una artritis en la rodilla.
Regresó a su país en 1998 par jugar en el Idaho Stampede de la CBA hasta que recibió la llamada de los Charlotte Hornets, que le firmaron un contrato no garantizado hasta final de temporada, promediando 3,3 puntos y 4,0 rebotes en los 32 partidos que disputó. Al año siguiente probó suerte en las pretemporadas de los Milwaukee Bucks y de los Dallas Mavericks, pero ninguno de los dos equipos terminó por incluirlo en su plantilla, retirándose definitivamente.

## Estadísticas de su carrera en la NBA

### Temporada regular
| Temporada | Edad | Equipo                 | Liga | P   | TIT | MIN  | TC  | TCA | %TC  | 3P  | 3PA | %3P  | TL  | TLA | %TL  | R.OF. | R.DEF. | REB | ASIS | ROB | TAP | PER | FP  | PTS |
| 1988-89   | 22   | New Jersey Nets        | NBA  | 60  | 0   | 8.1  | 1.4 | 2.8 | .494 | 0.0 | 0.0 | .000 | 0.4 | 0.7 | .500 | 0.8   | 1.7    | 2.6 | 0.4  | 0.3 | 0.3 | 0.5 | 1.2 | 3.1 |
| 1989-90   | 23   | New Jersey Nets        | NBA  | 70  | 37  | 22.2 | 3.5 | 7.6 | .462 | 0.0 | 0.0 | .000 | 1.1 | 1.6 | .687 | 2.6   | 4.3    | 6.8 | 0.8  | 0.6 | 0.5 | 1.7 | 2.6 | 8.2 |
| 1991-92   | 25   | Philadelphia 76ers     | NBA  | 72  | 62  | 19.4 | 2.8 | 5.9 | .486 | 0.0 | 0.0 | .000 | 0.9 | 1.3 | .663 | 2.0   | 3.8    | 5.8 | 0.6  | 0.5 | 0.7 | 0.9 | 2.8 | 6.6 |
| 1992-93   | 26   | Philadelphia 76ers     | NBA  | 48  | 0   | 11.8 | 1.7 | 3.4 | .488 | 0.0 | 0.0 | .000 | 0.6 | 1.0 | .633 | 1.4   | 2.9    | 4.3 | 0.5  | 0.3 | 0.5 | 0.8 | 1.9 | 4.0 |
| 1994-95   | 28   | Minnesota Timberwolves | NBA  | 21  | 2   | 11.4 | 1.9 | 3.1 | .600 | 0.0 | 0.0 |      | 0.8 | 1.0 | .800 | 0.8   | 2.4    | 3.2 | 0.4  | 0.4 | 0.3 | 0.4 | 2.2 | 4.5 |
| 1998-99   | 32   | Charlotte Hornets      | NBA  | 32  | 4   | 11.5 | 1.4 | 2.8 | .489 | 0.0 | 0.0 |      | 0.6 | 0.9 | .655 | 1.3   | 2.8    | 4.0 | 0.4  | 0.2 | 0.4 | 0.8 | 2.1 | 3.3 |
| Total     |      |                        | NBA  | 303 | 105 | 15.2 | 2.3 | 4.8 | .483 | 0.0 | 0.0 | .000 | 0.8 | 1.2 | .654 | 1.6   | 3.1    | 4.8 | 0.6  | 0.4 | 0.5 | 0.9 | 2.2 | 5.4 |

## Vida posterior
Desde que dejó el baloncesto, Shackleford tuvo varios problemas con la justicia a causa de las drogas. En 2006 fue arrestado en un control rutinario de tráfico por posesión de drogas y de armas. En julio de 2010 fue nuevamente arrestado tras ser pillado vendiendo recetas falsas de medicamentos.
Shackleford murió en su casa de Kinston, Carolina del Norte, la mañana del 27 de enero de 2017 a la edad de 50 años tras sufrir un infarto.